# Luís Mendes de Vasconcelos
Luís Mendes de Vasconcelos (Évora, 1542 – La Valletta, 7 marzo 1623) è stato Gran Maestro dell'Ordine di Malta dal 1622 fino alla sua morte.

## Biografia
Nato ad Évora nel Regno del Portogallo, era il figlio secondogenito di Joanne (o João) Mendes de  Vasconcelos (il Vecchio), III signore di Esporão, e della moglie di questi, Ana de Ataíde, figlia di António de Ataíde, I conte di Castanheira e privado (consigliere) di re Giovanni III del Portogallo. Venne ammesso nell'Ordine di Malta il 12 settembre 1571. Dopo la crisi di successione portoghese, servì nelle armate spagnole e nel 1583, sotto il comando di Álvaro de Bazán, prese parte alla campagna condotta da questi nelle Azzorre contro le forze che appoggiavano Antonio, priore di Crato.
Fu Commendatore dell'Ordine di Cristo
Ricoprì l'incarico di governatore dell'Angola tra il 1617 e il 1621. 
Il 17 settembre del 1622 fu eletto Gran maestro dell'Ordine di Malta. Il suo brevissimo periodo di governo non lasciò particolari tracce a Malta. Morì circa sei mesi dopo la sua elezione, il 7 marzo 1623.

### Matrimonio e discendenza
Tra i suoi figli, nati dal matrimonio con Brites Caldeira, troviamo Francisco Mendes de Vasconcelos, scrittore e governatore dell'isola di São Miguel e Joanne Mendes de Vasconcelos, generale della guerra di restaurazione portoghese.